# Reddyanus loebli
Espèce
Synonymes
- Isometrus acanthurus loebli Vachon, 1982
- Isometrus garyi Lourenço & Huber, 2002

Reddyanus loebli est une espèce de scorpions de la famille des Buthidae.

## Distribution
Cette espèce est endémique du Sri Lanka,.

## Description
Le mâle holotype mesure 35,7 mm.
Reddyanus loebli mesure de 26 à 45 mm.

## Systématique et taxinomie
Cette espèce a été décrite sous le protonyme Isometrus acanthurus loebli par Vachon en 1982. Elle est élevée au rang d'espèce par Lourenço et Huber en 2002. Elle est placée dans le genre Reddyanus par Kovařík, Lowe, Ranawana, Hoferek, Jayarathne, Plíšková et Šťáhlavský en 2016 qui dans le même temps placent Isometrus garyi en synonymie.

## Étymologie
Cette espèce est nommée en l'honneur d'Ivan Löbl.

## Publication originale
- Vachon, 1982 : « Les scorpions de Sri Lanka (Recherches sur les scorpions appartenant ou déposés au Muséum d'Histoire naturelle de Genéve III.). » Revue Suisse de Zoologie, vol. 89, no 1, p. 77–114 (texte intégral).